# Borís Xàpoixnikov
Borís Mikhailovitx Xàpoixnikov (rus:Борис Михайлович Шапошников) (2 d'octubre de 1882 – 25 de març de 1945) va ser un comandant militar soviètic. Va néixer a Zlatoüst, prop de Txeliàbinsk, als Urals. S'uní a l'exèrcit de l'imperi Rus el 1901 i es graduà a l'Acadèmia General d'Estat Major Nicolau el 1910. Va arribar al rang de coronel a la divisió de Granaders del Caucas durant la I Guerra Mundial. El 1917, estrany en un oficial de la seva graduació, recolzà la Revolució Russa i el 1918 s'uní a l'Exèrcit Roig.
Xàpoixnikov era un dels pocs comandants de l'Exèrcit Roig amb una preparació militar acadèmica, i el 1921 s'uní a l'Estat Major General de l'Exèrcit, on serví fins al 1925, quan va ser nomenat comandant del Districte Militar de Leningrad. Entre 1928 i 1932 va comandar el Districte Militar de Moscou, i després el de Privolkjsk. El 1932 va ser nomenat Comandant de l'Acadèmia Militar de l'Exèrcit Roig Frunze, fins al 1935, en què tornà al comandament de la regió de Leningrad. El 1937 va ser nomenat cap de l'Estat Major General, succeint a Mikhaïl Tukhatxevski, que havia estat víctima de la Gran Purga de Stalin a l'Exèrcit Roig. El 1940 va ser promogut Mariscal de la Unió Soviètica.
Tot i el seu passat com a oficial tsarista, Xàpoixnikov guanyà el respecte i la confiança de Stalin. Tot i el seu estatus com a oficial professional no s'uní al Partit Comunista fins al 1930, la qual cosa potser el va salvar de les sospites de Stalin. El preu que va haver de pagar per la seva supervivència durant les purgues va ser col·laborar amb la destrucció de Tukhatxevski i d'altres col·legues. L'admiració de Stalin es mostrà pel fet en què sempre tenia a mà una còpia del treball més important de Xàpoixnikov al seu despatx, Mozg Armii Мозг армии, (El cervell de l'Exèrcit) de 1929.
Afortunadament per a la Unió Soviètica, Xàpoixnikov era un bon militar i tenia aptituds administratives. Va combinar aquests talents amb la seva posició de confiança amb Stalin per reconstruir el lideratge de l'Exèrcit Roig després de les purgues. Mozg Armii va ser lectura obligatòria per tots els oficials soviètics durant anys. El 1939 Stalin va acceptar el pla de Xàpoixnikov per reforçar l'Exèrcit Roig. Encara que aquest pla no estava completat abans de la invasió alemanya de juny de 1941, estava prou avançat per salvar la Unió Soviètica d'un desastre complet.
Xàpoixnikov va dimitir del càrrec de cap de l'Estat Major General a l'agost de 1940, oficialment per motius de salut, però de fet pel descontentament de Stalin amb els resultats de la Guerra d'Hivern. Quan els alemanys van envair la Unió Soviètica va tornar com a cap de l'Estat Major General (fins al maig de 1942), i va esdevenir Vice-Comissari del Poble per a la Defensa, si bé ho fou només fins al 1943 quan va plegar per motius de salut. Va mantenir el càrrec de comandant de l'Acadèmia Militar Voroixílov fins a la seva mort el 1945.

## Condecoracions
Orde de Lenin (3) - (31/12/1939, 3/10/1942, 21/02/1945)
 Orde de la Bandera Roja (2) - (14/10/1921, 3/11/1944)
 Orde de Suvorov de 1a Classe (22/02/1944)
 Orde de l'Estrella Roja (2) - (15/1/1934, 22/02/1936)
 Medalla del 20è Aniversari de l'Exèrcit Roig (22/02/1938)
 Medalla de la defensa de Moscou (1/05/1944)